# María Paz Jiménez Escudero

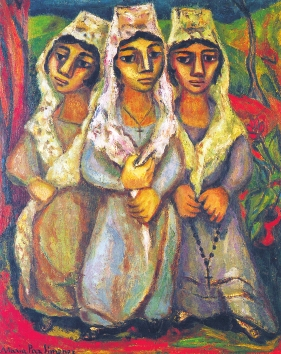
Tres Manolas. 1950.

María Paz Jiménez Escudero (Valladolid 1909 -  San Sebastián 1975) fue una pintora  española que estuvo  vinculada a la vanguardia, inicialmente en un estilo surrealista, hasta desembocar en la década de los 60 en la más pura abstracción espacial.
Su figura y obra pueden considerarse referentes importantes para gran parte de los protagonistas del arte contemporáneo en el País Vasco.
Fue la primera mujer en el panorama artístico vasco del siglo XX.

## Biografía y trayectoria profesional
Nació en Valladolid en 1906 y en 1912 la familia emigró a San Sebastián donde comenzó a pintar de forma autodidacta.
En 1933 se trasladó a Madrid y con el estallido de la guerra civil española se exilió en Argentina donde realizó su primera exposición en 1942.
En 1945 regresó a San Sebastián participando en la vida artística de la ciudad e intensificando su trabajo como pintora.
Los continuos viajes a París le permitieron  el acercamiento a las corrientes renovadoras y de su inicial estilo surrealista y fantástico, evolucionó a un expresionismo de evocación cubista que plasmó en amplios formatos con abundante y pastosa materia.
En etapas posteriores utilizaría arenas y pinturas plásticas dentro de la tendencia informalista hasta desembocar, en la década de los 60, en la más pura abstracción espacial.
En la década de los años 60 se relacionó con el grupo  Gaur y expuso obras en el Museo de Arte Moderno de París, en el Museo de Arte Contemporáneo de Madrid, en el Museo de Bellas Artes  de Bilbao y en el Museo de San  Telmo de San Sebastián.

## Premios y distinciones
A lo largo de su vida obtuvo diferentes distinciones:
- Segundo Premio de la Municipalidad de Buenos Aires (1942);

- Premio del Ateneo Guipuzcoano (1954);

- Premio de Honor en el V Certamen de Navidad de San Sebastián (1955);

- Premio de Dibujo en la Embajada de España en La Paz (República Argentina),

- Segundo Premio en el XI Certamen de Navidad de San Sebastián (1960).